# Salebria
Salebria är ett släkte av fjärilar. Salebria ingår i familjen mott.

## Dottertaxa tillSalebria, i alfabetisk ordning[1]
- Salebria acrobasella
- Salebria albariella
- Salebria albilineella
- Salebria algeriella
- Salebria amasiella
- Salebria ambrella
- Salebria amoenella
- Salebria apicella
- Salebria argillaceella
- Salebria atritorella
- Salebria atrotrichella
- Salebria aumontella
- Salebria aurivilliella
- Salebria biocellella
- Salebria cantonella
- Salebria caspiella
- Salebria centersurnella
- Salebria ceroprepiella
- Salebria chlorenches
- Salebria cinerea
- Salebria cirtensis
- Salebria claricosta
- Salebria commagensis
- Salebria confluella
- Salebria contubernea
- Salebria contubernella
- Salebria coremetella
- Salebria corticinella
- Salebria davisellus
- Salebria dilucida
- Salebria dilutella
- Salebria distinctella
- Salebria ellenella
- Salebria eomichla
- Salebria epithalassiella
- Salebria erberi
- Salebria euzopherella
- Salebria eximiella
- Salebria famula
- Salebria fractella
- Salebria genistella
- Salebria griseotincta
- Salebria hemictenis
- Salebria hispanella
- Salebria hispaniella
- Salebria horridella
- Salebria indigesta
- Salebria infernalis
- Salebria infusella
- Salebria inhonesta
- Salebria interniplagella
- Salebria intricatella
- Salebria iriditis
- Salebria jordana
- Salebria jucundella
- Salebria judaica
- Salebria kuschkella
- Salebria laetella
- Salebria laruata
- Salebria lecerfella
- Salebria liviella
- Salebria malgassicella
- Salebria mesozonella
- Salebria mimicralis
- Salebria moestella
- Salebria multicolorella
- Salebria neftaella
- Salebria nigricans
- Salebria nigrosquamalis
- Salebria niphocosma
- Salebria nobilella
- Salebria numidella
- Salebria obductella
- Salebria obliquifasciella
- Salebria obscurella
- Salebria obscuricostella
- Salebria ochrochlaena
- Salebria origanella
- Salebria palella
- Salebria pallidella
- Salebria palumbella
- Salebria persica
- Salebria piperitella
- Salebria pittionii
- Salebria placidella
- Salebria placoxantha
- Salebria pleurosaris
- Salebria psyllicella
- Salebria ragonoti
- Salebria rectilineella
- Salebria restrictella
- Salebria romanoffella
- Salebria rosella
- Salebria roseostriatella
- Salebria sabulorum
- Salebria saturatella
- Salebria semiflavella
- Salebria sinensis
- Salebria strophocomma
- Salebria subductella
- Salebria subrubella
- Salebria taishanensis
- Salebria tarella
- Salebria thymiella
- Salebria tortilisella
- Salebria ulicella
- Salebria undulatella
- Salebria vasta
- Salebria vinacea
- Salebria wolfi
- Salebria yuennanella